# Nederlands Hervormde kerk (Epse)
De Nederlands Hervormde kerk is een protestantse kerk in de Nederlandse plaats Epse. De kerk is in 1930 gebouwd naar ontwerp van Bureau Postma. De eerste steen is in mei 1930 gelegd en later dat jaar geopend. Door de bouw van de kerk hoefden de gelovigen niet meer naar de Deventer Bergkerk toe.
De kerk is opgezet als zaalkerk. Boven de ingang is een groot rond raam aanwezig. Op het zadeldak is een dakruiter geplaatst. Rond 1970 is de kerk verbouwd.